# Казальромано
Казальромано (итал. Casalromano) — коммуна в Италии, располагается в регионе Ломбардия, в провинции Мантуя.
Население составляет 1467 человек (2008 г.), плотность населения составляет 133 чел./км². Занимает площадь 11 км². Почтовый индекс — 46040. Телефонный код — 0376.
Покровителем коммуны почитается святой апостол Иоанн Богослов, празднование 27 декабря.

## Демография
Динамика населения:

## Администрация коммуны
- Официальный сайт: http://www.comune.casalromano.mn.it/